# May Holding

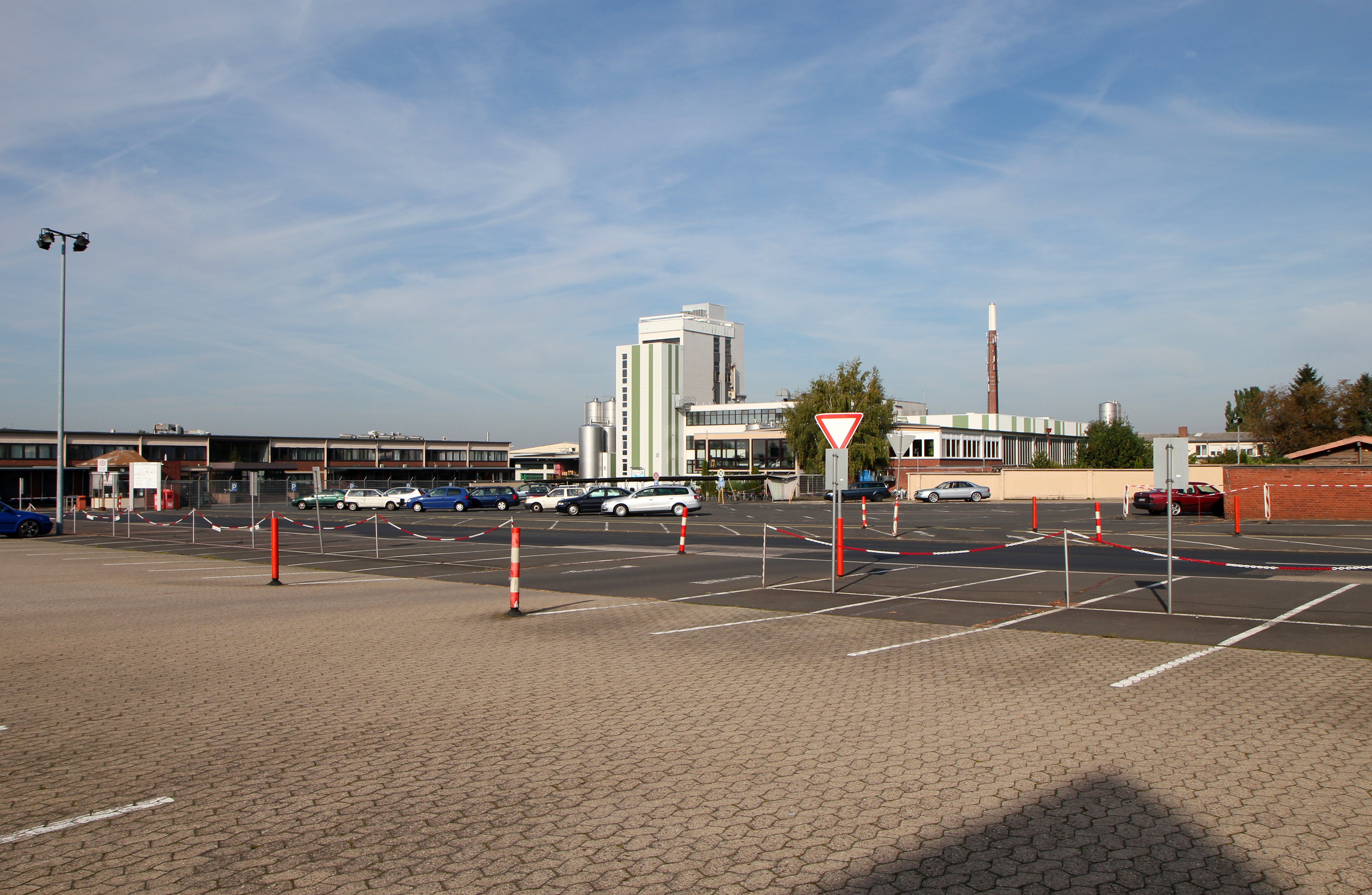
Das Werksgelände in Köttingen

Die May Holding GmbH & Co. KG (vormals: May Werke) ist ein Unternehmen in Erftstadt-Köttingen, das einen Gewerbepark betreibt und Unternehmensbeteiligungen hält.

## Allgemeines
Das Unternehmen wurde im Jahre 1922 als kleines Einzelhandelsgeschäft für Lebensmittel in Erftstadt-Köttingen gegründet. Durch Integration über die Wertschöpfungskette machte der Firmengründer Peter May aus dem Kolonialwarenladen ein Großhandelsgeschäft und 1947 ein Produktionsunternehmen für Spirituosen. 1949 war der Einstieg in das Molkereigeschäft der Ausgangspunkt für die Entwicklung des Unternehmens zu einem der führenden Lieferanten des deutschen Lebensmittelhandels. Unter dem Dach der May-Werke befand sich ab 1952 eine Kaffeerösterei ebenso wie ab 1955 ein Werk zur Herstellung von Kondensmilchdosen und Werke zur Herstellung von Konservendosen, Knabbergebäck (ab 1985 Übernahme von Pittjes-Knabberartikeln) und alkoholfreien Getränken (ab 1967).
1987 wurden die May Verpackungen mit zwei Standorten in Deutschland (Erftstadt und Itzehoe) sowie in Spanien (Murcia) und Dänemark (Esbjerg) gegründet. Der Knabberartikelhersteller Felix in Schwerte wurde 1988 gekauft. In Heerlen (Niederlande) übernahm die Firma den dortigen Erfrischungsgetränke-Hersteller Soft Drinks International (SDI) und baute die Produktionslinien in Heerlen selbst, aber auch in Köttingen aus. 1992 wurde eine Kooperation mit der milchverarbeitenden Eifelperle e.G. in Thalfang beschlossen. 
Neben verschiedenen Produktions- und Lagerhallen sowie einem Verwaltungsgebäude verfügt der Standort Peter-May-Straße heute auch über drei Mineralwasserbrunnen, die zwischen 2006 und 2010 erschlossen wurden.
Mitte der 1990er Jahre wurde die Realteilung der Konzernteile vollzogen, um der nachfolgenden Generation eigene Standbeine und eine Chance zur Selbstverwirklichung zu geben. Die Unternehmensteile sind inzwischen in andere Hände übergeben worden, während die May Holding die Rolle eines Gewerbeparkbetreibers übernommen hat.
1999 verkaufte das Unternehmen die May Verpackungen an das Unternehmen U.S. Can, 2007 von Impress übernommen, die seit 2010 zur Ardagh Group gehört. Als Nächstes wurde 2000 die Knabberartikelsparte verkauft. Die Molkereiproduktion wurde 2002 an die Hochwald Nahrungsmittel-Werke abgegeben. Der Verkauf der Getränkeaktivitäten SDI, die einen Jahresumsatz von 153 Mio. Euro hatte, erfolgte 2010 an Refresco.
Seit 2010 betreibt die May Holding einen Gewerbepark in Erftstadt-Köttingen, bietet technische Dienstleistungen an und beteiligt sich an Unternehmen in verschiedenen Branchen.